# Каталонская гражданская война (1462—1472)
Каталонская гражданская война или Война против Хуана II — гражданская война в Княжестве Каталония, тогда входившем в состав Арагонской короны с 1462 по 1472 год. Две фракции, роялисты, которые поддерживали короля Арагона Хуана II и каталонские конституционалисты (каталонисты, пактисты и форалисты) оспаривали степень королевских прав в Каталонии. Французы вступали в войну то на стороне Хуана II, то на стороне каталонцев. Каталонцы, сначала сплотившиеся вокруг сына Хуана принца Карла Вианского, выставили несколько претендентов в противовес Хуану в ходе конфликта. Барселона оставалась их оплотом до конца: с её капитуляцией война подошла к концу. Король Арагона Хуан II, победивший, восстановил прежний статус-кво.
Для роялистской стороны «повстанцы» были за то, что предали верность, в которой они поклялись своему королю; в то время как антироялисты считали роялистов «предателями» за то, что они не были верны законам «земли», за то, что они были «врагами общественных дел» или просто за то, что они были «плохими каталонцами». Таким образом, антироялистская сторона разработала новую концепцию политического общества, в которой, по словам каталонских историков Сантьяго Собрекеса и Жауме Собрекеса, «солидарность между мужчинами страны была вызвана наличием общих законов и проживанием на одной земле, а не как, до тех пор, благодаря тому факту, что они были вассалами одного и того же суверена».

## Исторический фон

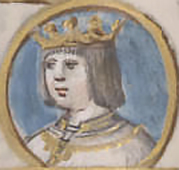
Хуан II (король Арагона)

Когда началась война, Хуан II был королём Наварры с 1425 года через свою первую жену Бланш I Наваррскую, которая вышла за него замуж в 1420 году. Когда Бланш умерла в 1441 году, Хуан сохранил за собой управление её землями и лишил наслендства собственного старшего сына Карла (родился в 1421 г.), который стал принцем Вианским в 1423 году. Хуан пытался успокоить своего сына званием лейтенанта Наварры, но французское воспитание его сына и французские союзники Бомоны привели их к конфликту. В начале 1450-х годов они вели открытые боевые действия в Наварре. Карл Вианский был схвачен и освобождён; и Хуан пытался лишить его наследства, незаконно назвав его дочь Элеонору, которая была замужем за графом Гастоном IV Фуа, его преемником. В 1451 году новая жена Хуана, Хуана Энрикес, родила ему сына Фердинанда, будущего короля Арагона Фердинанда Католика. В 1452 году Карл, принц Вианский, бежал от отца сначала во Францию, а затем ко двору своего дяди, старшего брата Хуана II, Альфонсо V Арагонского в Неаполе. С 1454 года Хуан управлял испанскими владениями своего брата — Арагонской короной — в качестве лейтенанта.

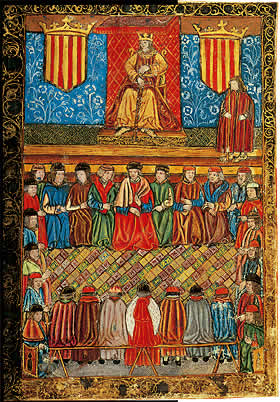
Иллюстрация пятнадцатого века из инкунабулы, изображающая заседание каталонских судов.

Когда Альфонсо, король Арагона, Неаполя и Сицилии, скончался в 1458 году, Карла арестовали и доставили на Майорку. Хуан II сменил Альфонсо на посту правителя Арагонской короны. В своём завещании Хуан II назвал Карла Вианского своим наследником. Среди ранних непопулярных действий Хуана II было прекращение войны против Генуи, что расстроило купцов Барселоны. Он также отказался помочь своему племяннику, Фердинанду I Неаполитанскому, в обеспечении его трона.

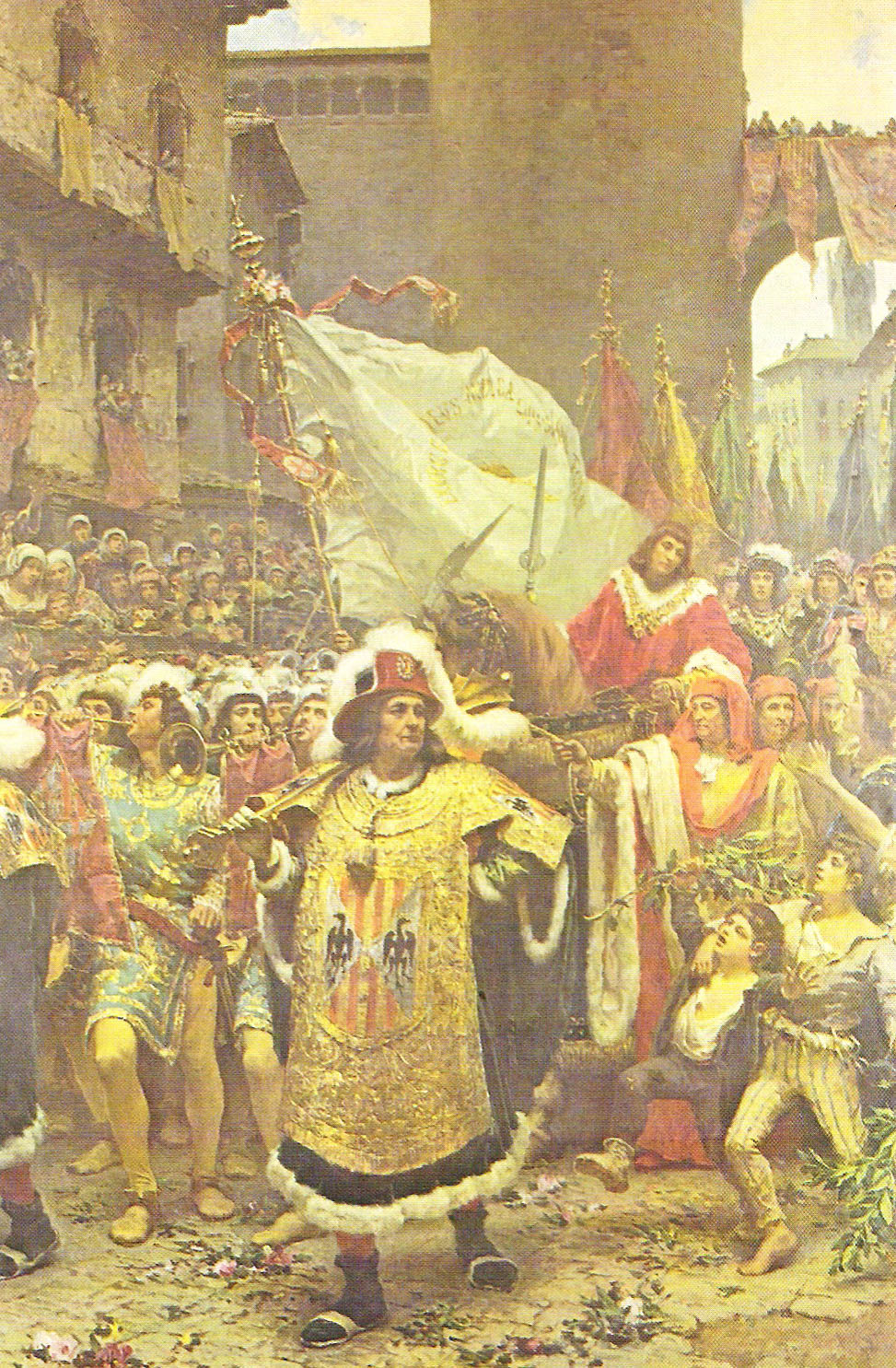
Прибытие Карла, принца Вианского, в Барселону.

В 1460 году Карл, принц Вианский, самовольно покинул Майорку и высадился в Барселоне, где его приветствовали две главные фракции: буска, состоявшие из купцов, ремесленников и рабочих, и бига, состоявшие из уважаемых граждан и землевладельцев . Король Арагона Хуан первоначально не реагировал на ситуацию, но он вызвал Карла к своему двору в Льейде, чтобы обсудить предложенный брак Карла с инфантой Изабеллой Кастильской. Он по-прежнему отказывался признать Карла своим «первенцем», вероятно, стремясь сохранить этот титул за младшим сыном Фердинандом, но тем временем вызывая сопротивление. Карл, принц Вианский, начал переговоры с королём Кастилии Энрике IV, заклятым врагом своего отца. В Льейде 2 декабря 1460 года он был арестован и заключён в тюрьму в Морелье. Это вызвало бурю негодования в Каталонии, где Карл пользовался огромной популярностью, и король был вынужден приостановить суд. Женералитет и Совет Ста, муниципальный совет Барселоны, создали Consell del Principat («Совет княжества») для решения вопроса о законном наследовании. Каталонские кортесы (парламент) были созваны на 8 января 1461 года.
В парламенте Жоан Дусаи, известный доктор права, постановил, что король нарушил четыре Usatges de Barcelona, четыре Конституции Каталонии и Furs de Lleida. Затем парламент потребовал, чтобы король Арагона Хуан назвал Карла своим первенцем и наследником. Он отказался, и парламент собрал армию под командованием графа Модики. Армия быстро захватила Фрагу, и Хуан капитулировал в феврале. Он освободил Карла 25 февраля, а 21 июня подписал Капитуляцию в Вильяфранке, согласно которой принца Карл Вианский был признан его первенцем, бессрочным лейтенантом и наследником во всех его владениях. Король также отказался от своего права на въезд в Княжество Каталония без разрешения Женералитата. Он также был вынужден отказаться от королевских прерогатив. Назначение королевских чиновников должно было производиться только по совету представительных органов. Договор стал победой каталонистов (подчёркивавших независимость и превосходство Каталонии), пактистов (подчёркивавших отношения между монархом и Каталонией как взаимное соглашение) и форалистов (подчёркивавших древние привилегии, fueros, Каталонии).
40-летний Принц Карл Вианский скончался от туберкулёза в Барселоне 23 сентября 1461 года, что поставило под угрозу июньский договор. В то время как Карл вдохновил единство, его смерть вызвала возрождение фракционности. Хотя соглашение позволяло юному инфанту Фердинанду, которому всего девять лет, унаследовать Хуану, мать Фердинанда вступила в сговор с буска против биги, чтобы договор был отменён.

## Восстание ремесленников

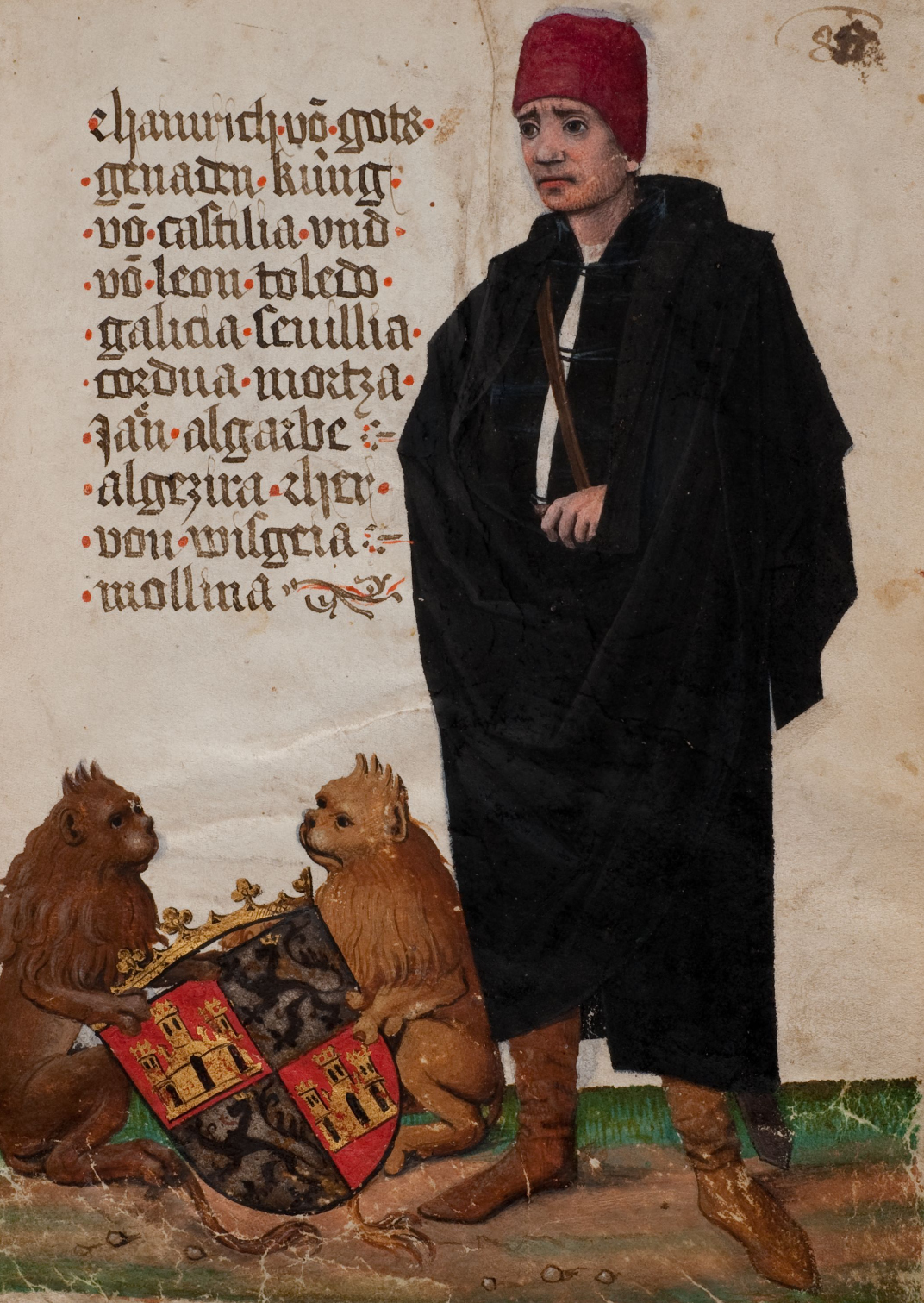
Король Кастилии и Леона Энрике IV

Гражданская война разразилась в феврале 1462 года, когда началась Война де лос Ременсас во главе с Франсеском де Вернталлатом. Крестьяне восстали против Совета княжества в надежде получить королевскую поддержку: Хуана упорно трудилась, чтобы разжечь настроения против буски в Барселоне. В апреле был обнародован заговор некоего бывшего буски в поддержку королевы, и в мае был казнён заместитель лидера Совета Франсеск Пальярес вместе с двумя бывшими лидерами. 11 марта Хуана и инфант Фердинанд покинули небезопасную Барселону и направились в Жирону, надеясь получить там защиту от французской армии.
Король Арагона Хуан подписал два договора в Совтере (3 мая) и Байонне (9 мая) с королём Франции Людовиком XI, по которым последний предоставил 700 копий (4200 рыцарей плюс их вассалы) в качестве военной помощи Хуану в обмен на 200 000 экю и, в качестве гарантии оплаты, уступка графств Руссильон и Сердань и право на гарнизон Перпиньян и Котльюр. В апреле, в Олите, французский король уже согласился согласиться с планом Хуана сделать Элеонору и её мужа его наследниками в Наварре и лишить его старшей дочери, Бланки II Наваррской, переданная под опеку Элеоноры и Гастона. В 1464 году её отравили в тюрьме.
В то же время Совет княжества сформировал армию, чтобы подавить восстание ремесленников. Армия Конселла была передана под командование Уго Рожера III, графа Пальярса Собира, командующего армией Женералитата. После осады и захвата Хостальрика 23 мая Уго Роджер двинулся на Жирону, где его тепло приняли 6 июня, в то время как королева и принц укрылись в цитадели Форса-Велья («старый форт») в течение всего июня. Гастон де Фуа во главе французской армии взял Жирону 23 июля и спас королеву и принца.
В течение всего лета Женералитат и муниципальный совет Барселоны работали с лидерами крестьян и различными дворянскими группировками, чтобы составить соглашение и положить конец восстанию. Однако король Хуан заинтриговал его, и переговоры были сорваны до того, как договор вступил в силу.

## Война против Хуана II
Король Арагона Хуан II предпринял своё первое крупное наступление на княжество, заняв Балагер 5 июня. 9 июня 1462 года Совет княжества объявил его врагом народа и низложил . В августе Женералитат предложил корону Энрике IV Кастильскому, который её принял и послал Хуана Бомонта в качестве своего лейтенанта. Тем временем Хуан II двинулся на Лериду, которую он не осадил. Затем он разбил армию Совета возле Серверы у Рубината 21-22 июля и приступил к захвату Тарреги. После победы он соединил свои силы с войсками Гастона в Монкаде в сентябре и двинулся на Барселону. Город находился в осаде до тех пор, пока в октябре Уго Роджер III не смог прибыть по морю с войсками на помощь.
Затем Хуан II двинулся на Таррагону, где архиепископ Пере д’Урреа призвал сдаться. С падением Таррагоны (31 октября) король Кастилии Энрике IV, приближавшийся к Барселоне по морю, начал переговоры с Хуаном и Людовиком XI. Зимой 1462—1463 годов обе армии страдали от дезертирства, и ни одна из сторон не могла призвать более нескольких сотен, в основном деморализованных солдат. Хуана, тем не менее, поддерживали в Арагоне и Валенсии, и особенно на Сардинии и Сицилии. Крупные уступки сицилийской знати в 1460 году обеспечили сицилийское зерно и деньги для прокорма и финансирования дела роялистов в Каталонии после 1462 года.
В апреле 1463 года Хуан II уступил Эстелью в Наварре Кастилии, а в июне того же года кастильский король Энрике IV официально отказался от арагонского престола. В октябре Консель предложил трон констеблю Португалии, внуку графа Хайме II Урхельского, который был провозглашён Педром V. В ноябре делегация каталонцев подошла к Людовику Французскому в Абвиле, чтобы искать его арбитраж, но он громко провозгласил себя каталонским династом и размышлял, что «нет гор» между Каталонией и Францией. Каталонские легаты мудро решили вернуться без его арбитража.
Педро отправился на корабле в Барселону, где высадился в январе 1464 года. Он снял осаду с Серверы, но не смог повторить подвиг при Льейде, которую Хуан захватил в июле, и нескольких небольших городах. Вильяфранка-дель-Пенедес, где тремя годами ранее была подписана капитуляция, в августе перешла к королю. Сервера, Ампоста и Тортоса перешли к Хуану и графу Прадес. 28 февраля 1465 года Педро потерпел крупное поражение при Эльс-Пратс-дель-Рей, где был взят в плен граф Пальярс Собира. Педро умер в Гранольерсе в июне 1466 года. Тортоса капитулировала вскоре после его смерти, как и некоторые другие небольшие места. Король предложил помиловать своих врагов и уважать Конституции и муниципальные привилегии, так что Женералитат обсуждал подчинение, но меньшинство в Конселле было решительно против этого.
30 июля 1466 года Совет княжества избрал своим новым королём Рене Доброго, графа Анжуйского и Прованского, неудавшегося претендента на несколько корон. Его избрание — он был внуком Хуана I Арагонского — было призвано расколоть французский союз. Рене Добрый отправил в Каталонию в качестве своего лейтенанта своего слепого сына Жана II, герцога Лотарингии, с очень необходимым подкреплением. Жан быстро осадил Жирону, захватил Баньолес, занял Эмпорду и вошёл в Барселону в августе 1466 года. Однако вся Эмпорда недолго оставалась оккупированной.
В октябре Жан Лотарингский победил принца Фердинанда при Виладамате. Принц понёс тяжёлые потери, и король Арагона Хуан II, недавно высадившийся в Ампурьясе, бежал со своим сыном в Таррагону. Когда герцог Лотарингский вскоре был вынужден вернуться во Францию, чтобы собрать войска, Фердинанд двинулся на север. Все это время король работал над разжиганием баронского восстания против Людовика XI во Франции и над созданием трёхстороннего союза между Англией, Бургундией и Арагоном.
Когда в 1468 году умер младший брат бездетного Энрике IV Кастильского, инфант Альфонсо Астурийский, Хуан поспешил предложить брак между своим сыном Фердинандом и сводной сестрой Энрике Изабеллой, ранее предполагаемой женой Карла Вианского. В сентябре 1468 года Фердинанд взял Бергу. Предложенный им брак получил одобрение арагонских и кастильских магнатов и был отпразднован в Вальядолиде в октябре 1469 года. Герцог Лотарингский вернулся в Каталонию в мае того же года, а в июне взял Жирону, которую удерживал до 1467 года, и несколько меньших мест. У генеральных кортесов в Монсоне в 1470 году король получил запрошенную им субсидию на ведение войны до изгнания французов из Каталонии.
Герцог Жан Лотарингский умер в Барселоне 16 декабря 1470 года, прежде чем удалось совершить атаку на горный редут Франческ де Вернталлат. После смерти Жана Лотарингского каталонцы потеряли своего самого важного союзника — король Рене Добрый жил до 1480 года, но лично не присутствовал в Каталонии; он назначил старшего внебрачного сына Жана, Жана Калабрийского, графа Бри, своим новым лейтенантом . В 1471 году французские войска, сражавшиеся с каталонцами, отступили во Францию, и преимущество решительно перешло к Хуану II.
Жоан Маргарит, епископ Жироны, вернул свой город Хуану (октябрь 1471 г.), а затем и другие города. Король Хуан II вёл кампанию в Альт-Эмпорде до июня 1472 года, а затем против Барселоны. Морская и наземная осада длилась с ноября 1471 года по 16 октября 1472 года. После капитуляции в монастыре Педральбес Барселона сдалась королю Хуану, последний согласился позволить военачальнику Жану Калабрийскому уйти мирно, и было даровано всеобщее помилование. Однако граф Пальярс не был помилован. Акты Consell и других органов каталонского правительства после смерти Карла Вианского были одобрены, и Хуан поклялся соблюдать конституцию. Однако капитуляция Вильяфранки была отклонена.

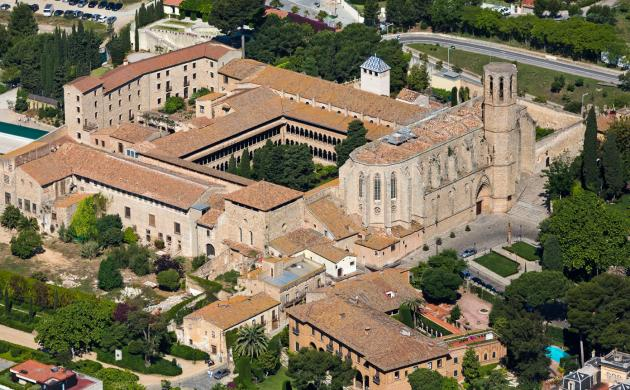
Монастырь Педральбес, место заключения договора о прекращении гражданской войны.

## Последствие
Последнее действие войны было со стороны каталонских бароноств Руссильона и Серданя, которые были переданы Франции в качестве поручителя за военные субсидии. Французов лишь медленно изгоняли. 1 февраля 1473 года Хуан II, король Арагона, к радости горожан, вошёл в Перпиньян. Он разместил каталонские гарнизоны в замках Бельгард, Кольюр и Сальсес. Французы, возмущённые нарушением Байоннского договора, несколько недель спустя контратаковали, но некоторые кастильские войска под командованием принца Фердинанда успешно сопротивлялись. Хуан начал переговоры, которые привели к перемирию в июле и договору в Перпиньяне 17 сентября. Хуан признал Байонский договор в обмен на признание Францией его суверенитета в спорных провинциях. Хуан согласился заплатить 300 000 экю, а Руссильон и Сердань были объявлены «нейтральными» до тех пор, пока платёж не был произведён.
Король Арагона Хуан II вернулся в Барселону с триумфом, но не смог собрать необходимые средства. Летом 1474 года французы завоевали Руссильон, а в марте 1475 года им достался Перпиньян. Французы совершили набег на Эмпорду до Жироны в 1476 году, и Хуан II, его союзники, связанные собственными войнами, не могли даже противостоять им. В октябре 1478 года он уступил две провинции Франции, пока не смог выкупить их наличными. Восстания против его власти вспыхнули в Арагоне и Валенсии, которые остались в стороне от гражданской войны, и ему не удалось их подавить. Ему удалось подавить восстание на Сардинии.